# Johannes de Hauvilla
Johannes de Hauvilla, también conocido como Jean d'Hauville  o Jean de Hauteville (nacido hacia 1150 y fallecido entre 1199 y 1216), fue un poeta moralista y satírico normando de expresión latina.

## Biografía
Tenemos escasas noticias biográficas del escritor. Habría nacido alrededor de 1150, originario de Hauville-en-Rémois entre Rouen y Pont-Audemer. Fue un importante magister en la escuela catedralicia de la catedral de Ruan,  a cuyo arzobispo dedicó en 1184 su obra literaria más famosa.  
En esa época tuvo como discípulo al gramático Gervasio de Melkley y este menciona en su Ars Poética diversas obras de Johannes de Hauvilla. Se ignora la fecha de su muerte. Como Gervasio menciona siempre a su viejo en maestro en pasado, se deduce que para la fecha en que se publicó el Ars poetica (entre 1208 y 1216) Johannes ya habría fallecido.

## Architrenius
Es la única obra conservada del autor. El Architrenius es un poema satírico-didáctico con pretensiones moralizantes escrito en latín, en 4361 hexámetros  distribuidos en nueve libros. Su principal característica es una crítica social subyacente ante los cambios socioeconómicos y morales que se produjeron durante el siglo XII. Se inspiró en los autores latinos clásicos, a veces tomando prestados versos enteros de algunos de estos autores. Jean de Hauville dedicó su poema a Gautier de Coutances,  justo después de que este dejara el obispado de Lincoln para convertirse en arzobispo de Ruan en 1184.. 
Architrenius fue popular en la Edad Media . El héroe, cuyo nombre significa "gran lamentador", viaja en busca de la naturaleza;  pasa por los países del Amor, de la Gula, ve la Montaña de la Ambición, se encuentra con el terrible monstruo de la Avaricia y llora, en el curso de ocho libros, sobre los vicios y desgracias de los hombres. Entonces encuentra la Naturaleza, que le aconseja casarse con la Moderación, y deja de derramar lágrimas. El éxito de esta obra hizo que fuera a menudo copiada y modificada y en 1517 Architrenius fue publicado por primera vez por el impresor y librero Josse Bade (Jodocus Badius Ascensius), a petición de Johannes de Vepria, bibliotecario y prior de Claraval (1480-1499).